# Kuca Miranda
Jailton Alves Miranda, besser bekannt als Cacau Kuca Miranda (* 2. August 1989 in Praia) ist ein kapverdischer Fußballspieler.

## Karriere

### Verein
Miranda begann mit dem Vereinsfußball beim portugiesischen Verein SC Mirandela und spielte anschließend für die Vereine GD Chaves und GD Estoril Praia.
Zu Rückrunde der Spielzeit 2014/15 wurde Miranda vom türkischen Erstligisten Kardemir Karabükspor verpflichtet. Für die Saison 2015/16 wurde er an Belenenses Lissabon ausgeliehen.

### Nationalmannschaft
Miranda Nationalmannschaftskarriere begann 2014 mit einem Einsatz für die kapverdische Nationalmannschaft.